# Jordanoleiopus pantosi
Jordanoleiopus pantosi är en skalbaggsart som beskrevs av Stefan von Breuning 1958. Jordanoleiopus pantosi ingår i släktet Jordanoleiopus och familjen långhorningar. Inga underarter finns listade i Catalogue of Life.